# Cerdas Barus
Cerdas Barus (ur. 1 stycznia 1962 w Kabanjahe w Sumatrze Północnej) – indonezyjski szachista, arcymistrz od 2003 roku.

## Kariera szachowa
W latach 80. i 90. XX wieku oraz pierwszych XXI wieku należał do ścisłej czołówki indonezyjskich szachistów. Pomiędzy 1984 a 2002 rokiem siedmiokrotnie reprezentował narodowe barwy na szachowych olimpiadach, w roku 2002 zdobywając złoty medal za indywidualny wynik (8½ pkt z 10 partii) na III szachownicy.
W roku 1993 podzielił II miejsce (wspólnie z Darrylem Johansenem, za Ianem Rogersem) w turnieju strefowym (eliminacji mistrzostw świata) w Dżakarcie, natomiast w 2002 zajął II miejsce (za Antoanetą Stefanową) w Surabai.
Najwyższy ranking w karierze osiągnął 1 stycznia 2003 r., z wynikiem 2503 punktów zajmował wówczas 3. miejsce (za Ututem Adianto i Dennym Juswanto) wśród indonezyjskich szachistów.